# 肥前宇都宮氏
肥前宇都宮氏（ひぜんうつのみやし）は、肥前国彼杵郡の宮村氏。
彼杵郡荻坂郷に宇都宮朝綱の末裔の宇都宮能登守が地頭職となり、宇都宮神社を勧請。